# Gerald Bird
Gerald Bird (* 17. Januar 1928 in Minster, Grafschaft Kent, England; † 18. Februar 2002) war ein britischer Regattasegler.

## Biografie
Gerald Bird, der auf der britischen Isle of Sheppey zur Welt kam, nahm an den Olympischen Sommerspielen 1960 für die Mannschaft der Westindischen Föderation teil. Gemeinsam mit Richard Bennett startete er in der Regatta mit dem Flying Dutchman und belegte den 30. Rang.